# 8277 Machu-Picchu
8277 Machu-Picchu è un asteroide della fascia principale. Scoperto nel 1991, presenta un'orbita caratterizzata da un semiasse maggiore pari a 2,4358974 au e da un'eccentricità di 0,0772188, inclinata di 2,06760° rispetto all'eclittica.
L'asteroide è dedicato al sito archeologico di Machu Picchu.